# サイエンス・ファンタジー

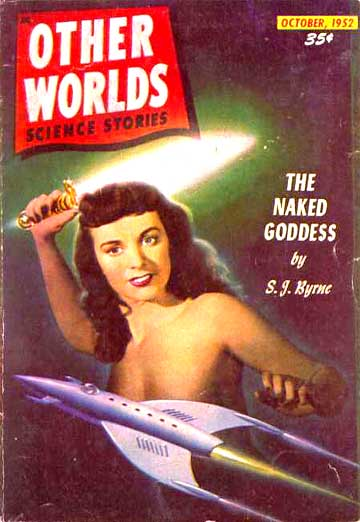
『Other Worlds』の表紙

サイエンス・ファンタジー（英: science fantasy）とは、サイエンス・フィクションの要素とファンタジーの要素を混合した作品が属するジャンルである。

## サイエンス・ファンタジーとサイエンス・フィクション
ロッド・サーリングは、「サイエンス・フィクションは信じがたい可能なことを描き、サイエンス・ファンタジーはもっともらしい不可能なことを描く」と定義している。すなわち、サイエンス・フィクションはあり得ないと思われるが実世界で特定条件下では起きうることを描き、サイエンス・ファンタジーは一見してリアルなことを描くが、それは実世界ではどういう状況でも起き得ないことである。別の解釈として、サイエンス・フィクションは超常現象的要素の存在を許容しないが、サイエンス・ファンタジーは許容するという見方もできる。しかし、サイエンス・フィクションとされている作品であってもテレパシーなどの超常現象的要素を使っている場合があるので、この定義はやや難がある。
一般に「サイエンス・ファンタジー」は、サイエンス・フィクションと呼ぶにはファンタジー的に感じられる現実からの距離感がある作品や、ファンタジーと呼ぶにはサイエンス・フィクション的要素が強い作品を指す。出発点が異なるため理論上異なるジャンル（ファンタジック・サイエンス・フィクションとサイエンティフィック・ファンタジー）のように思われるが、最終的な作品は区別がつかないことがある。
アーサー・C・クラークのクラークの三法則にある「充分に発達した科学技術は、魔法と見分けが付かない」という言葉はこれを示している。様々な魔法の登場するファンタジーを書くとき、高度に進んだ技術や未知の高度な先進科学を魔法の仕組みを説明するものとして利用し、サイエンス・フィクションに近づけることができる。また、技術が高度に進化した未来の世界を描き、その技術の効果を魔法のように描くこともできる。あるいは、魔法のある世界を描き、一部の人々（たとえばリーダーだけ）がそれがテクノロジーによるものだと知っているとすることもある。
したがって、魔法のような現象が描かれたとしても、それをもってサイエンス・フィクションなのかファンタジーなのかを判断する本質的基準とはならない。魔法的現象を「ファンタジー的」とするか「サイエンス・フィクション的」とするかは、慣習の問題である。ハイパースペース、タイムマシン、科学者などはサイエンス・フィクションの慣習的概念であり、空飛ぶじゅうたん、魔法のアミュレット、魔法使いはファンタジーの用語である。これは、ジャンルの発達史上の偶然である。一部の概念（現象）は重なり合っており、物質転送ビームによる瞬間移動はサイエンス・フィクションだが、魔法による瞬間移動はファンタジーである。不可視性を与える持ち運び可能な偽装機械はサイエンス・フィクションだが、不可視性を与える力を持つ指輪はファンタジーである。精神と精神の通信は「精神力学（サイオニクス）」によるものかもしれないし、古代の妖精のような技能かもしれない。したがって問題は現象そのものではなく（科学的には一般に不可能とされていても、作者はそう信じているとは限らない）、そこで描こうとしている世界の全体像である。例えば宇宙旅行や陽子銃が出てきたら「サイエンス・フィクション」に分類され、それにふさわしい用語（偽装機械、物質転送）が使われ、城や帆船や剣が出てきたら「ファンタジー」に分類され、魔法の指輪や魔法を使った移動方法が語られることになる。まとめると、サイエンス・フィクションは不思議な現象を説明するのにテクノロジーを持ち出し、ファンタジーは魔法を持ち出す。多くの場合、サイエンス・フィクションは現象の説明に既知の物理法則を使うか、それらの妥当な拡張を使う。サイエンス・ファンタジーは一般に物理法則を無視する（つまり魔法を持ち出す）か、既知の物理法則とは無関係に独自の物理法則を考案して使う。また、サイエンス・フィクションは物理法則やその拡張を詳細に記述する傾向があるが、サイエンス・ファンタジーは独自の物理法則について大まかな説明しか加えない。
サイエンス・フィクションとサイエンス・ファンタジーの境界線を引こうとしても、どちらも架空世界を描き、人類以外の知的生物が登場し（例えばC・L・ムーアの『シャンブロウ』）、ものすごいモンスターが登場することがあり、なかなか明確には線引きできない。C・S・ルイスの『ナルニア国ものがたり』がファンタジーであって別の惑星の話ではないというのは、作者の意思が大きく関わっている。
懐古趣味はファンタジーの重大な印の1つだが、それさえも両者を完全に識別する特徴ではない。刃のある武器と銃眼付きの要塞がある古風な世界であっても、そのような文明段階に到達した別の惑星を描いていることもある。マリオン・ジマー・ブラッドリーの《ダーコーヴァ年代記》はそのような世界を描いており、魔法と区別のつかないテクノロジーの典型である。アン・マキャフリイの《パーンの竜騎士》シリーズは、最初の作品の冒頭部分でサイエンス・フィクション的設定が書かれているにもかかわらず、竜が出てくるというだけでファンタジーだと思い込む読者は多い。

## 歴史的観点
「サイエンス・ファンタジー」という呼称が広まったのは、実際にそのような作品（ロバート・A・ハインラインの「魔法株式会社」、L・ロン・ハバードの Slaves of Sleep など）がパルプ・マガジンに多数掲載された後のことである。フレッチャー・プラットとL・スプレイグ・ディ＝キャンプの《ハロルド・シェイ》シリーズなどもある。これらはジョン・W・キャンベルのアンノウン誌に掲載されたもので、やや合理主義的なストーリーであった。これらは、ファンタジーや伝説にサイエンス・フィクションの技法や精神を適用しようとする試みだった。
ヘンリー・カットナーとC・L・ムーアがスタートリング・ストーリーズ誌に掲載した作品群はもっとロマン主義的である。それらは彼らや他の作家がウィアード・テイルズ誌に書いた多くの作品（たとえば、前述した「シャンブロウ」を含むムーアの《ノースウェスト・スミス》シリーズ）と密接に関連している。
初期のサイエンス・フィクションの出版社ノーム・プレスは1950年、ロバート・E・ハワードの『征服王コナン』のハードカバー版を出版したが、そのカバーにははっきりと「サイエンス・ファンタジー」と書かれていた。
エース・ブックスは1950年代から1960年代にかけて、サイエンス・ファンタジーを多数出版した。リイ・ブラケットの火星を舞台にした諸作品もそのように分類されていた。『征服王コナン』はエースダブルでも出版されたが、組み合わされた作品はブラケットの『リアノンの魔剣』だった。他にもアンドレ・ノートンの《ウィッチ・ワールド》シリーズがあるが、これは今では完全なファンタジーに分類されている。マーセデス・ラッキーは最近、《ウィッチ・ワールド》の初期の3作品を合本にした本の前書きで、このあたりの経緯を論じている。この当時（1960年代後半）、アメリカでサイエンス・ファンタジーと呼ばれていたのはこのシリーズだけだったと言っても過言ではない。

## サイエンス・ファンタジーの中のサブジャンル

### 死にゆく地球
ジャック・ヴァンスの『Dying Eatrh』シリーズ（『終末期の赤い地球』など）は、サイエンス・フィクションで一般的な宇宙論とは異なる宇宙論を採用していることから、サイエンス・ファンタジーと分類されることがある。死にゆく地球を描いた他の作品としては、M・ジョン・ハリスンの『ヴィリコニウム》シリーズ、ジーン・ウルフの『新しい太陽の書』シリーズがサイエンス・ファンタジーに分類されることが多い。

### 惑星冒険小説
ストーリーのほとんどが1つの惑星で展開し、その風景、原住民、文化を描写しつつ冒険譚が綴られるもの。サイエンス・フィクションの道具立てでファンタジーのような物語を描くという意味でサイエンス・ファンタジーの色彩が濃い。
デイヴィッド・リンゼイの『アルクトゥールスへの旅』（1920年）が初期の例として挙げられるが、サイエンス・フィクション的な道具立てがほとんど登場しないため、異星を哲学的テーマを展開するための舞台として使った哲学的冒険譚とでも言うべきものである。C・S・ルイスの『マラカンドラ 沈黙の惑星を離れて』（1938年）も同種の小説だが、こちらは哲学的というよりも神学的である。どちらも魔法的要素はかろうじて合理的に説明されており、ルイスの場合はストーリー展開に疑似科学的機械が絡んでくる点が好対照をなしている。
この種のサイエンス・ファンタジーには、元々あいまいなサイエンス・フィクション風の超自然的パワーと魔法を意図的にぼやかして描くものもある。例えば、ポール・アンダースンの「空気と闇の女王」には、神話を神秘的な力で幻影として見せる異星人が登場する。その異星人は自らを魔術師と称している。

### 異世界
サイエンス・ファンタジーの中にはファンタジー世界をサイエンス・フィクション的装飾で薄く覆ったような世界を描くものがあり、標準的なファンタジーとの区別が最も難しい。初期の例としてはE・R・エディスンの『ウロボロス』がある。舞台は水星とされているが、ファンタジー世界と全く区別できないような世界が描かれている。これは、ファンタジーとサイエンス・ファンタジーの境界線にあるとも言える。
アンドレ・ノートンの《ウィッチ・ワールド》シリーズでは、パラレルワールドとしてファンタジー世界を描いている。このシリーズの初期の短編にはサイエンス・フィクション的要素が少しだけあったが、後の作品ほどその要素が薄れていった。
テリー・ブルックスの《シャナラ》シリーズでは、技術文明が失われた遠未来の世界としてファンタジー世界を描いている。

### 剣と惑星
地球以外の惑星を舞台としてヒロイック・ファンタジーのようなストーリーが展開する作品。エドガー・ライス・バローズの諸作品はほとんどこの分類になる。また彼を模倣して追随したO・A・クライン、ケネス・バルマー、リン・カーター、ジョン・ノーマンなども同様である。武器として剣を使用し、古代貴族社会が描かれていることから「サイエンス・ファンタジー」に分類される。しかしバローズ本人の作品は懐疑主義的で、（ジョン・カーターがどうやって火星に行ったのかという説明がない点を除いて）不合理なファンタジー的要素がほとんどない。

### その他
ファンタジーがファンタジー的要素をファンタジーの論理だけで説明するのに対して、サイエンス・ファンタジーは実世界の科学とも互換性のある形で説明するという部分で両者を区別することがある。古典的例としてポール・アンダースンの『魔界の紋章』がある。この中で炭素をシリコンに変えると放射性同位体が生じるため、石化は非常に危険とされている。また、『大魔王作戦』には狼男が登場するが、変身の際には質量保存の法則が成り立っているため、大きさは変わらない。

## ゲーム
テーブルトークRPGで「サイエンス・ファンタジー」という言葉が使われたのは1980年の Gamma World が最初の1つと思われる（ダンジョンズ&ドラゴンズを発売したTSR社の作品）。その前のMetamorphosis Alpha（1976年）はサイエンス・フィクションと分類されており、2つのジャンルの混乱ぶりを象徴している。ロールプレイングゲームではサイエンス・ファンタジーはよく見られ、コンピュータRPGでもその傾向は変わらない。コンピュータRPGの例としては「ファイナルファンタジーシリーズ」、「女神転生」、「ペルソナシリーズ」、「ドラゴンクエストシリーズ」、「スターオーシャンシリーズ」などがあり、ディストピア的未来世界の設定にファンタジー要素を導入したものと見ることもできる。